# Johnny Coles
Johnny Coles (Trenton, 3 juli 1926 - Philadelphia, 21 december 1997) was een Amerikaanse jazz-trompettist.
Coles leerde trompet spelen toen hij tien was, daarna volgde de bugel. Hij studeerde in Philadelphia en tijdens de oorlog speelde hij in enkele legerbands. Hij speelde daarna als professioneel musicus in de rhythm-and-blues-groepen van onder meer Eddie Vinson (naast saxofonist John Coltrane, 1948-1951), Bull Moose Jackson (1952) en Earl Bostic (1955-1956). Van 1956 tot 1958 werkte hij bij James Moody en in de periode 1958-1964 was hij lid van het orkest van Gil Evans, waarmee hij bijvoorbeeld te horen is op de albums "Out of the Cool"  en "Sketches of Spain" (van trompettist Miles Davis). Hierna speelde hij in het sextet van Charles Mingus (naast bijvoorbeeld Eric Dolphy), waarmee hij naar Europa ging. In New York was hij actief bij pianist Duke Pearson en begeleidde hij Astrud Gilberto. Daarna was hij actief in het sextet van Herbie Hancock (1968-1969), de band van zanger Ray Charles (1969-1971) en in het orkest van Duke Ellington (1971-1974). In 1976 speelde hij bij Art Blakey, waarna hij werkte in Mingus Dynasty en het Count Basie Orchestra onder leiding van Thad Jones (1985-1986). In 1989 trok hij zich terug uit de muziek, hoewel hij in 1996 nog met Geri Allen heeft opgetreden.
In de jaren zestig maakte hij twee albums als leider, waaronder "Little Johnny C" voor Blue Note-Little Johnny C was de bijnaam van Coles. Ook daarna heeft hij nog enkele platen opgenomen. Johnny Coles overleed aan de gevolgen van kanker.

## Discografie
als leider:
- The Warm Sound, Epic, 1961
- Little Johnny C, Blue Note, 1963
- Katumbo, Mainstream, 1971
- New Morning, Criss Cross, 1982

- Bibsys: 5102351
- Bibliothèque nationale de France: cb13892632k (data)
- Gemeinsame Normdatei: 13434927X
- International Standard Name Identifier: 0000 0000 5513 0428
- Library of Congress Control Number: n86866763
- MusicBrainz: 717377ec-88c1-4e0d-9b9f-1c927dceccda
- Nationale Bibliotheek van Israël: 987007338172905171
- Nederlandse Thesaurus van Auteursnamen: 097001902
- SNAC: w68x7p5s
- Système universitaire de documentation: 156724227
- Virtual International Authority File: 2655722
- WorldCat: E39PBJc83Vd37YxkBmQJwWPbBP